# Helen Parkhurst
Helen Parkhurst (Durand, Wisconsin, 1887. január 3. – Milford, Connecticut, 1973. június 1.) amerikai pedagógus, iskolaalapító, a reformpedagógia egyik nagy alakja, a Dalton-terv kidolgozója.

## Életútja
Gyermek- és fiatalkori éveit a wisconsini Durand nevű kisvárosban töltötte. Liberális szülői házban nőtt fel, diákként mégis – ahogyan ma mondanánk – viselkedési zavarokkal küzdött. Iskolai intellektuális „alultápláltsága” miatt szenvedett. Komoly problémákat okozott neki a tanórákon a csendben ülés és az elviselhetetlen unalom.
Helen Parkhurst a tanári pályát választotta. Már tizennyolc évesen 40 nebulót tanított egy összevont egyosztályos elemi iskolában. Saját bevallása szerint már akkor a jelenlegi Dalton-terv főbb vonalai alapján oktatott. A vegyes korosztályú csoportban a gyermekek írásban kapták meg munkájukhoz az utasításokat, a tantárgyaknak megfelelő munkahelyen dolgozhattak, és sok szabadságot kaptak.
A tanteremben a fix asztalokat könnyen mozgathatóra cserélték ki, és a különböző tantárgyaknak megfelelően saját területeket alakítottak ki, az úgynevezett „subject corner”-eket, azaz szaksarkokat, a diákok szabadon mozoghattak a teremben. Minden diák írásbeli utasításokat kapott (assignments/penzumok), amiket a gyerekeknek egy bizonyos időn belül önállóan kellett feldolgozni. Az idősebb diákok „mentorok” és „monitorok” is voltak a kisebbek számára. Az együttműködés minden válfaja megengedett volt. Parkhurst a tanítási idő alatt, állítólag a szomszédos irodájában tartózkodott, ahol előkészült, javított vagy kisebb csoportokat oktatott. A penzumok teljesítéséért, a rendért és a fegyelemért a diákok tartoztak felelősséggel.
A tanév után Helen Parkhurst két évre megszakította tanári pályáját, hogy tanulhasson, majd újra általános iskolában tanított, közben felügyelőként ténykedett a tanárképzésben. További próbálkozások után továbbfejlesztette az időközben „Laboratory Plan”-nak elnevezett iskolakísérletét. Többosztályos iskolákban szaktantermeket (laboratories) rendeztek be, amiben a diákokra szaktanárok „felügyeltek.”
Pedagógiai alapkoncepciója abból állt, hogy a felelősséget megosztotta a diákokkal, és mint egy családban – az idősebbeket bevonta a fiatalabbakkal való foglalkozásba. A tanulókat megbízta az „open lab”-időkre (szabad laboratóriumi idő) saját munkatervük összeállításával, és megadta nekik a lehetőséget arra, hogy a rendelkezésre álló munkaidőt saját egyéni tanulási szokásaik szerint osszák be.
1913-ban Parkhurst a Stevens Point-i „Teachers’ College”–ban az általános iskolai didaktikai részleg igazgatója lett, de rövid idővel később feladta ezt a kecsegtető karrierlehetőséget, mert Olaszországban részt vett egy Maria Montessori-féle továbbképzésen.
Montessori felismerte tehetségét és kinevezte amerikai helyettesének. Parkhurstnek sokféle dolga volt: tanárképzés, új iskolák alapítása, anyagi háttér biztosítása, a Montessori-féle társaság több rivalizáló csoportja versengésének megakadályozása, valamint a Montessori továbbképzések és segédanyagok előállításának Montessori jogvédelmének fenntartása. Mivel Parkhurst ezt a munkát nem tudta maradéktalanul ellátni, ezért két év múlva véget vetett a közös munkának.
New Yorkban a Montessori-féle bemutató iskolát Parkhurst a Watervillben elkezdett saját pedagógiai koncepciója szerint vezette tovább. 1919-ben alapította meg felső tagozatát, a „Gyermekek egyetemét” New Yorkban, ahol a gyerekek korlátok nélkül a Dalton-terv szerint dolgoztak. Ez egész napos iskola volt. Parkhurst tervét a 9-10 éves gyermekeknél vezették be az „Elemi iskolában”, naponta 9.30-tól délig tartó „laboratóriumi idővel” - azaz Dalton-órákkal.
Parkhurst sok más iskolát is támogatott szakmailag a „Laboratory-Plan” azaz a mai Dalton-terv bevezetésében. 1920-ban a „Laboratory-Plan” -t a Dalton városi „Public High School”-ban fedezték fel a felső tagozat számára s attól kezdve Dalton-tervnek hívták.
Egy év múlva Angliában már „daltonizált” iskolák léteztek, és ettől kezdve a Dalton-koncepció gyorsan terjedt nemzetközi szinten is. Minden kontinensen voltak iskolák, amelyek a Dalton-terv szerint dolgoztak.

## Hatása
Kevés irodalmat hagyott hátra, fő műve, az „Education on the Dalton plan” (1922), mely „A Dalton-terv” címmel 1982-ben a Tankönyvkiadónál magyarul is megjelent. Ezen kívül Parkhurst kevés művet publikált, valószínűleg ez is oka volt annak, hogy az 1920-30-as években a Dalton-terv egy időre feledésbe merült. Amikor 23 év után 1942-ben Parkhurst a New York-i Dalton-iskola vezetését visszavette, Hollandia kivételével sehol sem működött megnevezett módon Dalton-iskola.
Ennek ellenére a nyugati országokban ma is jelen van szellemisége, sok iskolában, például Angliában folyik az általa előtérbe helyezett individualizált tanítás. Az önálló kooperatív tanulási mód ma gyakorlatilag minden nyugati államban tantervi előírás, meg is valósul, más reformpedagógiai módszerekkel együtt újra és újra alkalmazzák. Számos kifejezetten Dalton iskola működik. Susanne Popp 1995-ben „A Dalton-terv elmélete és gyakorlata” című disszertációjával teremtette meg a német nyelv területén a Dalton-terv újjászületésének feltételét. Magyarországon 2006 óta működik Dalton Egyesület (teljes nevén: Hungaro-Dalton Pedagógiai Innovációs Egyesület) Győr székhellyel.

## Fő művének kiadásaiból
- Education On The Dalton Plan. New York : E. P. Dutton & Company, 1922

### Magyarul
- A Dalton-terv; ford. Molnár Magda, utószó Horváth György; Tankönyvkiadó, Bp., 1982 (Pedagógiai források)